# 新疆桃
新疆桃（学名：Prunus ferganensis）是蔷薇科李属的植物。分布在中亚地区以及中国大陆的新疆等地，属中国原产的植物（非从国外引种）。

## 别名
吕宛桃

## 异名
- Prunus ferganensis (Kost. et Rjab.) Y. Y. Yao